# بطولة العالم لسباقات فورمولا 1 موسم 2005
بطولة العالم لسباقات فورمولا 1 موسم 2005 عقدت في سنة 2005 م، وفاز بها فرناندو ألونسو (بالإنجليزية: Fernando Alonso)‏ من فريق رينو (بالإنجليزية: Renault)‏ بسيارته الرينو. فرناندو ألونسو الذي بدأ السباق في الخط رقم 6 حصل على أفضل توقيت في الجولة 2 من السباق في أسرع لفة له. هذا السائق في المجموع حصد 133 نقطة.

## الوصلات الخارجية
- الموقع الرسمي للفورمولا 1